# Imam Khomeinis internationella flygplats
Imam Khomeinis internationella flygplats (persiska: فرودگاه بین‌المللی امام خمینی) är en flygplats cirka 30 km sydväst om Irans huvudstad Teheran. Den ligger i provinsen Teheran, 1 007 meter över havet.
Närmaste större samhälle är staden Eslamshahr, 17 km norr om flygplatsen.